# Wilhelm Dantine

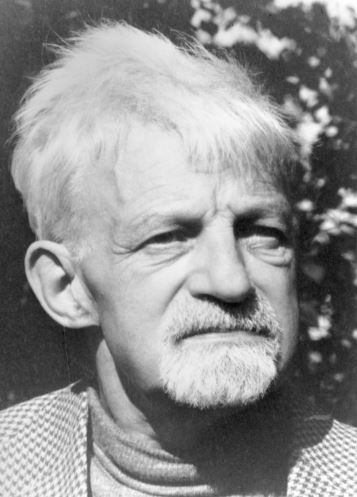

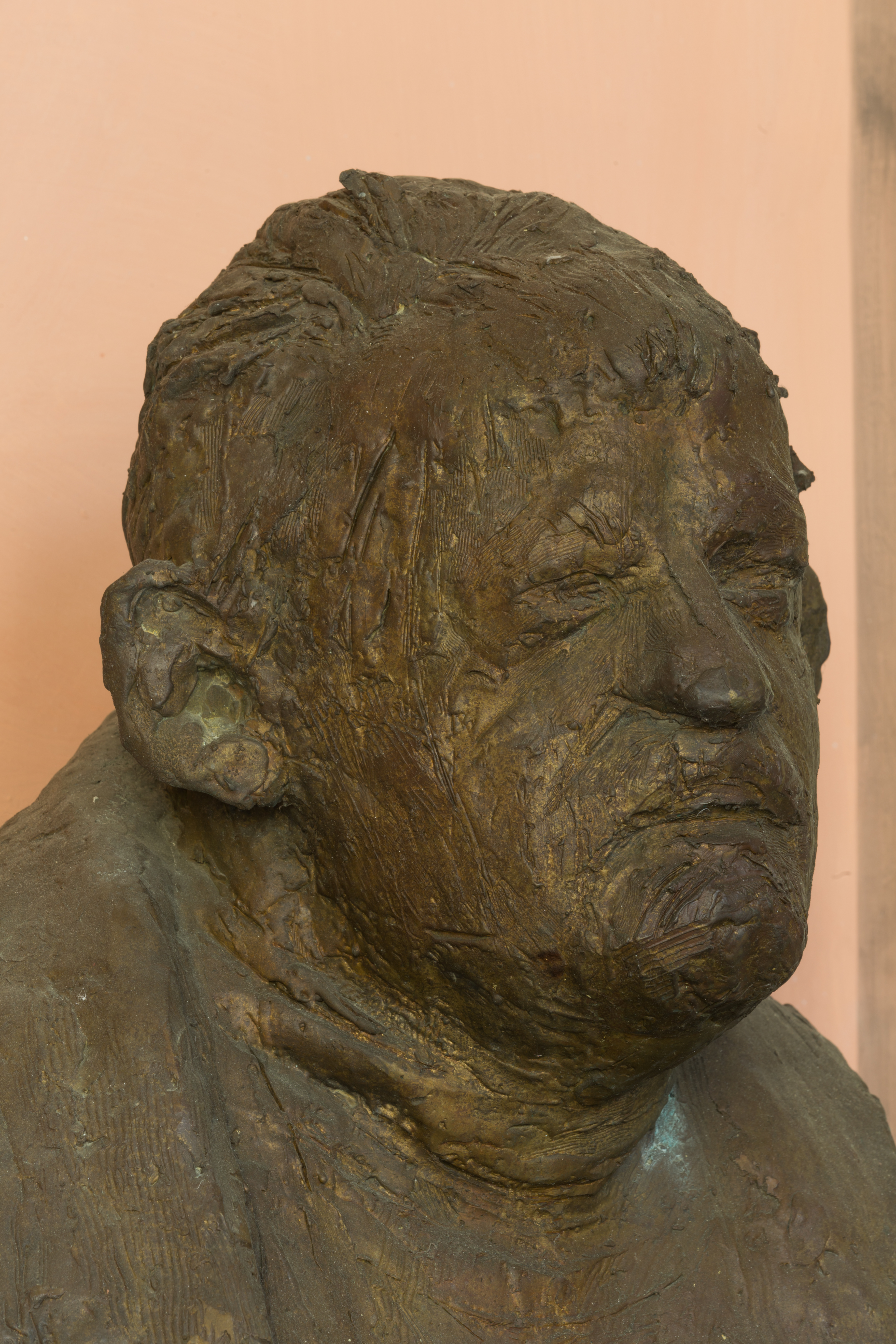
Büste im Arkadenhof der Universität Wien (Bildhauer Josef Zenzmaier)

Wilhelm Felix Ferdinand Dantine (* 6. November 1911 in Leoben; † 21. Mai 1981 in Wien) war ein österreichischer lutherischer Theologe.

## Leben
Der Sohn des gleichnamigen Rechtsanwalts und späteren Landtagsabgeordneten Wilhelm Felix Josef Dantine studierte Evangelische Theologie in Wien, Bonn (u. a. bei Karl Barth) und Erlangen, war Vikar in Wien und trat 1937 seine erste Pfarrstelle in Wallern an der Trattnach an, einer traditionsreichen Toleranzgemeinde in Oberösterreich. In Wien engagierte er sich in der jugendbewegt-reformierten Studentenverbindung Deutsche Hochschulgilde Aggstein. Geprägt von Kriegsdienst und Gefangenschaft kehrte er 1948 als Studentenpfarrer und Studieninspektor des Evangelischen Theologenheims nach Wien zurück. Hier konnte er eine Dissertation schreiben, mit der er 1950 zum Dr. theol. promoviert wurde. 1955 folgte die Habilitation für Systematische Theologie, ebenfalls über ein Thema aus der Sakramententheologie. Die 1952 gegründete Evangelische Akademie Wien machte er zu einem weit ausstrahlenden Diskussionsforum. 1963 wurde er Stellvertreter des geistlichen Oberkirchenrates, erhielt aber noch im selben Jahr einen Ruf als Universitätsprofessor an die Wiener Evangelisch-Theologische Fakultät, wo er bis zu seinem Tod lehrte.
Sein Sohn Johannes Dantine war ebenfalls lutherischer Theologe und (außerordentlicher) Universitätsprofessor für Systematische Theologie an der Universität Wien, sein Enkel Olivier Dantine ist seit 2012 Superintendent der Diözese Salzburg-Tirol.

## Arbeitsschwerpunkte
Mit seinem Eintreten für eine Öffnung der evangelischen Kirche gegenüber der Gesellschaft stand Dantine während der Zeit des konservativen Bischofs Oskar Sakrausky in Opposition zum Kurs seiner Kirche. Dennoch vertrat er sie in vielen nationalen und internationalen Gremien (unter anderem bei der Erarbeitung der Leuenberger Konkordie 1973 und in der Kommission für Glauben und Kirchenverfassung). Sehr an der Beziehung zwischen Theologie und Recht interessiert, wirkte er während der 1970er Jahre als Berater des österreichischen Justizministers Christian Broda an der Strafrechtsreform mit. Ein besonderes theologisches Anliegen war ihm auch die Theologie der Diaspora. Ferner engagierte er sich im evangelisch-katholischen (1965 Gründung des «Ökumenischen Arbeitskreises» mit Kurt Lüthi, Ferdinand Klostermann und Otto Mauer) und jüdisch-christlichen Dialog (1961 war er beteiligt an der Gründung der Arbeitsgemeinschaft Juden und Christen des Deutschen Evangelischen Kirchentages, seit 1962 stellvertretender Vorsitzender des «Koordinierungsausschuss für christlich-jüdische Zusammenarbeit» in Österreich).

## Ehrungen

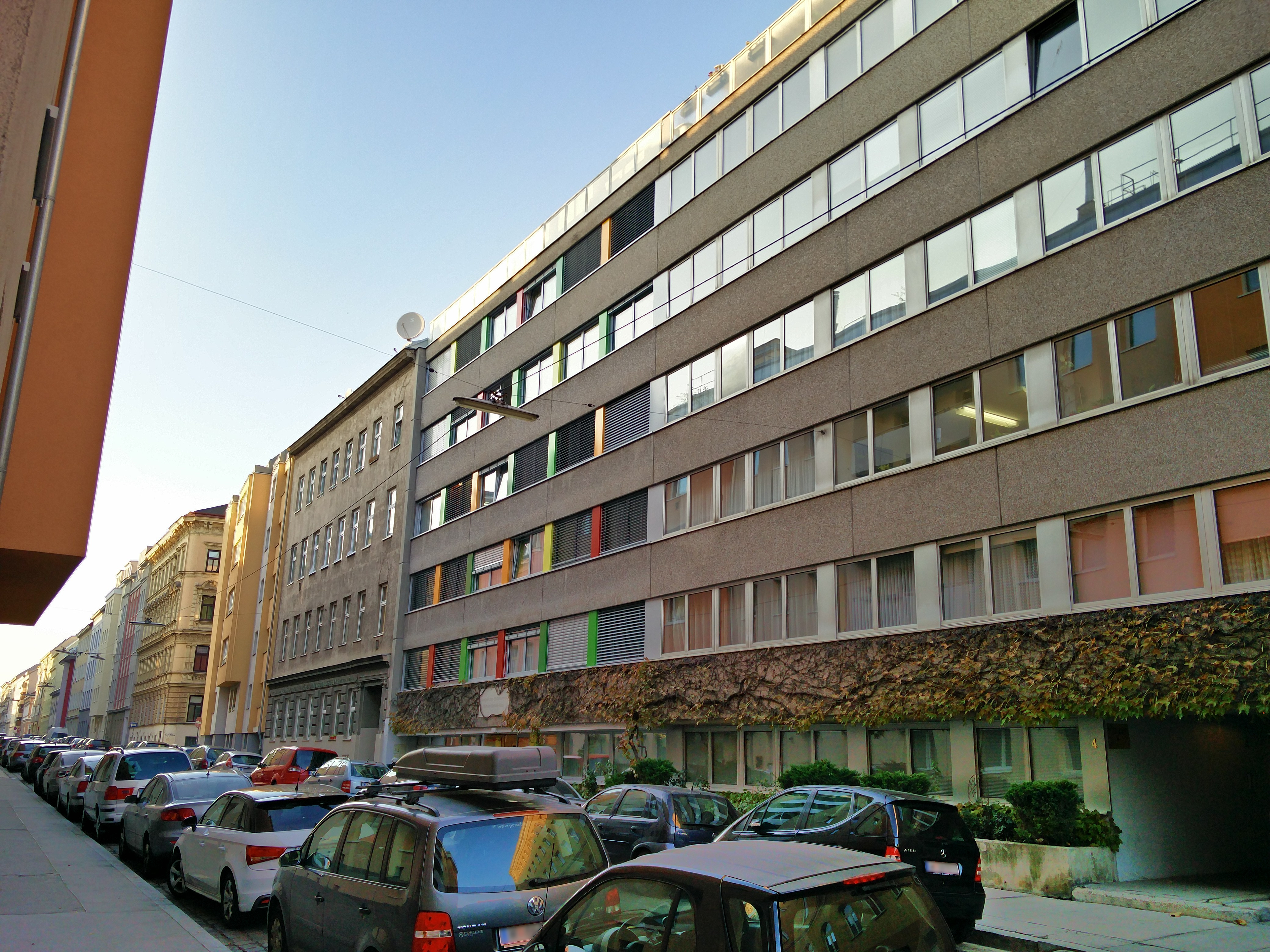
Studentenwohnheim Wilhelm-Dantine-Haus in Wien im 18. Bezirk.

Dantine wurde 1968 von der Universität Tübingen und 1981 von der Reformierten Theologischen Akademie Budapest mit der Ehrendoktorwürde ausgezeichnet. Das von ihm geleitete Evangelische Theologenheim in Wien trägt heute seinen Namen (Wilhelm-Dantine-Haus). Die Evangelische Kirche A. u. H. B. in Österreich stiftete ihm zu Ehren den Dr.-Wilhelm-Dantine-Gedächtnisfonds zur Studienförderung. Im Arkadenhof der Universität Wien wurde 2001 eine Büste aufgestellt.

## Trivia
Peter Stephan Jungk, der in Wien aufwuchs, gab dem Ich-Erzähler in seinem Roman Der König von Amerika (2001; über Walt Disney) den Namen Wilhelm Dantine.

## Schriften (Auswahl)
- Die Gerechtmachung der Gottlosen. Eine dogmatische Untersuchung. C. Kaiser, München 1959.
- Über den protestantischen Menschen. Kritik und Erwartung. Furche, Hamburg 1959.
- Glaube und Wissenschaft, ihre kritische Funktion. In: Karl Rahner: Intellektuelle Redlichkeit und christlicher Glaube. Herder, Freiburg 1966.
- (als Hrsg. mit Kurt Lüthi): Theologie zwischen gestern und morgen. Interpretationen und Anfragen zum Werk Karl Barths. C. Kaiser, München 1968.
- Der heilige und der unheilige Geist. Über die Erneuerung der Urteilsfähigkeit. Radius, Stuttgart 1973.
- Jesus von Nazareth in der gegenwärtigen Diskussion. Gütersloher Verlagshaus 1974.
- Schwarze Theologie: Eine Herausforderung der Theologie der Weißen? Herder, Freiburg 1976.
- Hoffen – Handeln – Leiden. Christliche Lebensperspektiven. Herder, Freiburg 1976.
- Das Dogma im tridentinischen Katholizismus. In: Handbuch der Dogmen- und Theologiegeschichte. Hrsg. v. Carl Andresen, Bd. 2. Göttingen: Vandenhoeck & Ruprecht 1980, S. 411–498.
- Versöhnung. Ein Grundmotiv christlichen Glaubens und Handelns. Gütersloher Verlagshaus. 1982.
- Recht aus Rechtfertigung. Ausgewählte rechtstheologische und kirchenrechtliche Aufsätze. Hrsg. von Albert Stein. Tübingen: Mohr Siebeck, 1982.
- Der Tod, eine Herausforderung zum Leben. Erwägungen eines Christen. Gütersloher Verlagshaus, 1983.
- (mit Eric Hultsch): Lehre und Dogmenentwicklung im Römischen Katholizismus. In: Handbuch der Dogmengeschichte und Theologiegeschichte. Hrsg. v. Carl Andresen.  Bd. 3. Vandenhoeck & Ruprecht, Göttingen 1984, S. 289–423.
- Protestantisches Abenteuer. Hrsg. v. Michael Bünker. Tyrolia Verlaganstalt, Vandenhoeck & Ruprecht, 2001.